# Mareridt
 For alternative betydninger, se Mareridt (flertydig). (Se også artikler, som begynder med Mareridt)
Mareridt er ubehagelige, uhyggelige og angstvækkende drømme. Ordet kommer fra fabelvæsnet Mare, som rider på dem, som sover. Mareridt adskiller sig fra søvnterror, idet søvnterror først forekommer i søvnstadie 4.

## Årsag
Mareridt kan have mange årsager. I en undersøgelse med fokus på børn var forskerne i stand til at konkludere, at mareridt direkte korrelerer med stress i børns liv. Børn, der har oplevet et familiemedlems eller en nær vens død eller kender nogen med kronisk sygdom, har hyppigere mareridt end dem, der kun står over for stress fra skole eller stress fra sociale aspekter af det daglige liv. En undersøgelse fokuserer på patienter, der har søvnapnø. Undersøgelsen blev udført for at afgøre, om mareridt kan skyldes søvnapnø eller ikke kan trække vejret. I det nittende århundrede troede forfattere, at mareridt blev forårsaget af ikke at have nok ilt, derfor blev det antaget, at dem med søvnapnø havde hyppigere mareridt end dem uden. Resultaterne viste faktisk, at sunde mennesker har flere mareridt end søvnapnøpatienterne. En anden undersøgelse understøtter dog hypotesen. I dette studie blev 48 patienter (i alderen 20-85 år) med obstruktiv luftvejssygdom (OAD), herunder 21 med og 27 uden astma, sammenlignet med 149 køns- og alderssammenlignende kontroller uden åndedrætssygdomme. OAD Ss med astma rapporterede cirka 3 gange så mange mareridt som kontroller eller OAD Ss uden astma. Det evolutionære formål med mareridt kunne tænkes at være en mekanisme til at vække en person, der er i fare.

## Indhold
Mareridt kommer af at blive redet af en mare, som er et overnaturligt væsen, der ifølge legenden sidder på den sovendes bryst. Etymologisk er ordet beslægtet med mær. Ordet mar eller mare er et fællesgermansk ord, der går igen i svensk (mardröm), i norsk (mareritt), i fransk (cauchemar) og i engelsk (nightmare). Ordet mare kendes fra den islandske Ynglinga saga fra det 13. århundrede, men forestillingen om mareridt menes at være betydeligt ældre. En mare er identisk med de latinske fabelvæsner succubus og incubus. Mareridt kan omhandle virkeligheden.

## Mareridt brugt i underholdningsindustrien
Gys og gru bruges som underholdning i bøger og film. I den "blide" ende kan nævnes jumbobogen Mareridt på Drømmeøen og i den mere barske ende kan nævnes A Nightmare on Elm Street (på dansk "Morderisk Mareridt" eller "Mareridt på Elm Street"), hvor Freddy Krueger huserede. Som et kuriosum kan nævnes, at gaden i Dallas, Texas, hvor den amerikanske præsident John Fitzgerald Kennedy blev myrdet i 1963 også hed Elm Street.

## Eksterne links
- Wikimedia Commons har flere filer relateret til Mareridt